# Cylindroiulus pelatensis
Cylindroiulus pelatensis är en mångfotingart som beskrevs av Karl Wilhelm Verhoeff 1930. Cylindroiulus pelatensis ingår i släktet Cylindroiulus och familjen kejsardubbelfotingar. Inga underarter finns listade i Catalogue of Life.